# ウィリアム・ニコルソン (化学者)

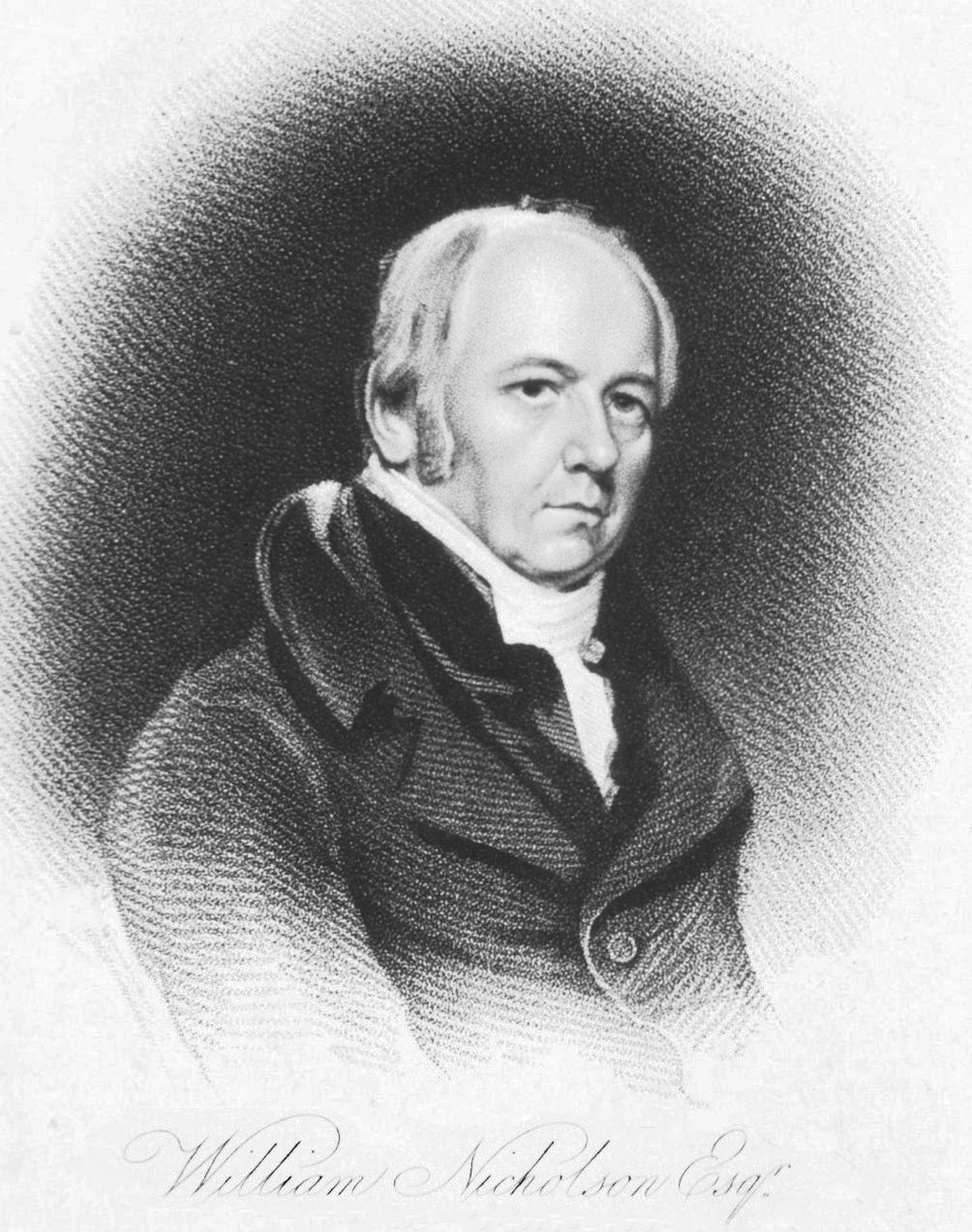
'ウィリアム・ニコルソン

ウィリアム・ニコルソン（William Nicholson、1753年12月13日 - 1815年5月21日）は、イギリスの化学者、著述家である。「自然哲学」や化学の分野で多くの著作を行った。水の電気分解の最初の成功者の一人である。フランスの化学の文献を翻訳し、イギリスに紹介した。

## 略歴
ロンドンで生まれた。ヨークシャーで学んだ後、イギリス東インド会社の船員となり、2度の航海を行った。1775年に陶器メーカー「ウェッジウッド社」の創業者、ジョサイア・ウェッジウッドと知り合い、数年間、アムステルダムで、陶器売買の代理人として働いた。
イギリスに戻った後、作家のトーマス・ホルクラフト(Thomas Holcroft)に文才を認められ、雑誌への寄稿を勧められ、著述の世界に入り、1781年に"An Introduction to Natural Philosophy" を出版して成功し、続いて、ヴォルテールの『ニュートン哲学の基礎』（"Eléments de la philosophie de Newton"）の翻訳を行い、科学の分野の著述家として地位を固めた。1784年にウェッジウッドの推薦でイギリス産業会議所(General Chamber of Manufacturers of Great Britain)の事務局長に任命されるなど産業界と交流し、機械の製作や、比重計などの発明にも貢献した。
1789年に王立協会のフィロソフィカル・トランザクションズに電気化学に関する2編の論文を寄稿し、同じ年最後のフロギストン説の信奉者の一人、リチャード・カーワンとの論争に参加し、フランスの学者たちの反論を翻訳した。
1797年に、雑誌、"Journal of Natural Philosophy, Chemistry and the Arts" を創刊し、記事の執筆を行った。この雑誌はイギリスの最初期の月刊の科学技術の学術誌で1814年まで刊行された。この雑誌には航空分野の先駆者、ジョージ・ケイリーの最初の空気力学の論文も掲載された。
1799年に、トーマス・ピット卿から資金を得てロンドンに学校を作り、化学と自然哲学を教えた。
1800年にボルタ電池を使って、アンソニー・カーライル (Anthony Carlisle) と水の電気分解に成功した。当時創立されたばかりの王立研究所の化学研究委員(chemical investigation committee)に任命されたが、ニコルソンの興味はすぐに別のことに興味を移した。
アントワーヌ・フルクロワ(Antoine-François Fourcroy)やジャン＝アントワーヌ・シャプタル(Jean-Antoine Chaptal)などの化学の著作を翻訳し、百科事典、British Encyclopaedia, or Dictionary of Arts and Sciences (1809)6巻を編集した。